# Vesubia vivax
Vesubia vivax là một loài nhện trong họ Lycosidae.
Loài này thuộc chi Vesubia. Vesubia vivax được Tord Tamerlan Teodor Thorell miêu tả năm 1875.